# جيمس هندرسون داف
وهو سياسي أمريكي كان حاكما على ولاية بنسلفانيا الأمريكية ينتمي إلى الحزب الجمهوري ولد جيمس هندرسون داف في 21 يناير من سنة 1883 في ولاية بنسلفانيا الأمريكية حصل داف على شهادة في القانون في عام 1907 من جامعة بيتسبرغ ثم عمل كمحام في بيتسبرغ شغل داف منصب وزير العدل (ولاية بنسلفانيا المدعي العام)ما بين عامي 1943 إلى عام 1947 أصبح جيمس هندرسون داف حاكما على ولاية بنسلفانيا في عام 1947 واستمر داف في منصبه كحاكم على الولاية إلى سنة 1951 خدم داف في مجلس الشيوخ الأمريكي ما بين عامي 1951 إلى عام 1957 توفي جيمس هندرسون داف في 20 ديسمبر من سنة 1969 في العاصمة الأمريكية واشنطن.